# آزوف

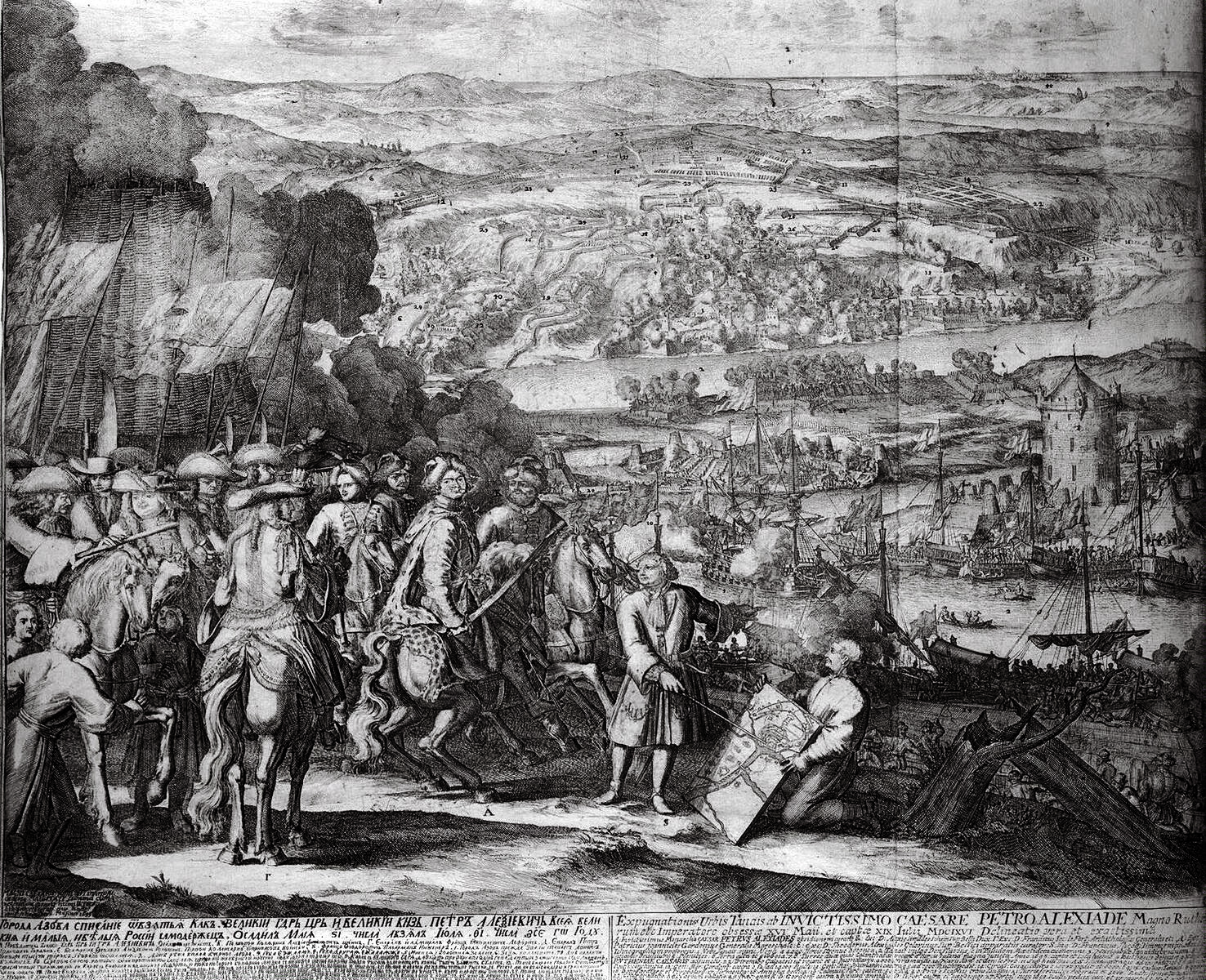
لوحة فنية تُظهر معركة آزوف

آزُوف (الروسية: Азов) بلدة روسية تقع في روستوف أوبلاست على نهر الدون على بعد 16 كيلومتر (9.9 mi) من بحر آزوف والذي أخذ اسمه من اسم البلدة. ويبلغ عدد سكانها 82,882 نسمة ومساحتها 66.7 كم2 (25.8 ميل2).

## لمحة تاريخية
كانت مشاركة روسيا هي أول مرة تنضم فيها تلك الدولة إلى تحالف يضم قوى أوروبية. وقد كان ذلك البداية لسلسلة من الحروب الروسية التركية، التي استمرت حتى القرن العشرين. ونتيجة لحملات القرم وحملات آزوف، تمكنت روسيا من انتزاع الحصن العثماني الرئيسي آزوف.

## توأمة
لآزوف اتفاقيات توأمة مع كل من:
- تشيليكوث
- أنطاليا
- كيزليار
- فيودوسيا
- سالخارد
- Aglandjia [الإنجليزية]‏ (3 نوفمبر 1998 - )[5]

## أعلام
- يوري كوفتون
- ألينا سانكو

## وصلات خارجية
- موقع غير رسمي لآزوف (بالروسية)
- Soviet topographic map 1:100,000